# 索米尔
索米尔（法語：Saumur，法語：[somyʁ] ⓘ），法国西部城市，卢瓦尔河地区大区曼恩-卢瓦尔省的一个市镇，同时也是该省的一个副省会，下辖索米尔区，其市镇面积为66.3平方公里，2022年1月1日时人口数量为26,074人，是该省人口第三多的市镇，在法国城市中排名第321位。
索米尔位于曼恩-卢瓦尔省东南部，昂热和图尔两座城市的中点地带，卢瓦尔河两岸，是一个区域性的中心城市和交通枢纽。索米尔是这一地区重要的旅游城市，索米尔城堡是当地的代表性建筑物，亦是卢瓦尔河谷城堡群的组成部分，后者于2000年被列入《世界文化遗产》。此外索米尔也因法国国立马术学校和同名葡萄酒而闻名。法国时装设计师可可·香奈尔出生于该市。

## 地名来源

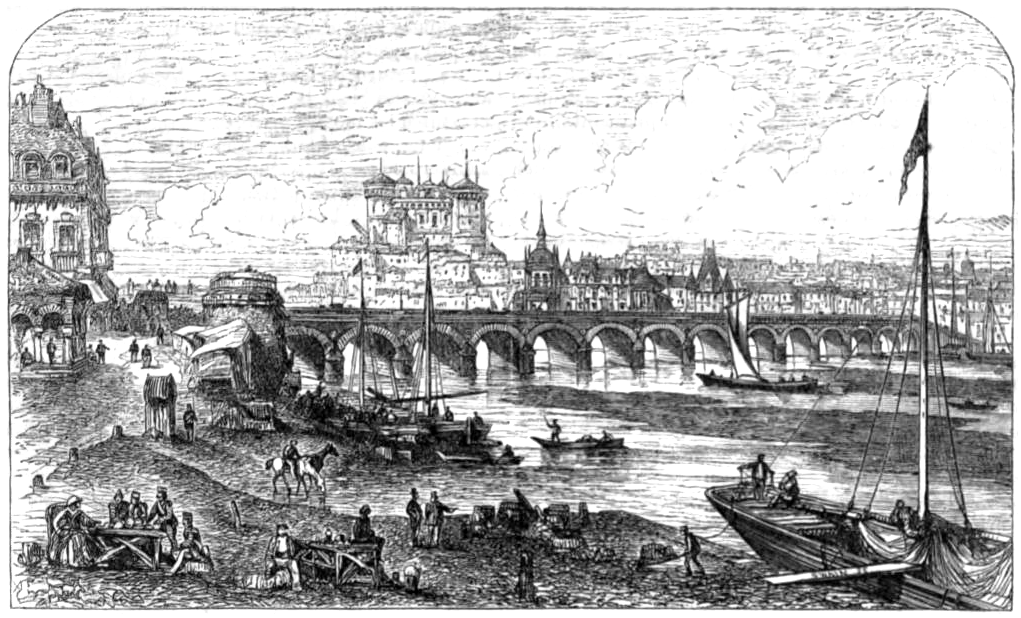
19世纪的索米尔

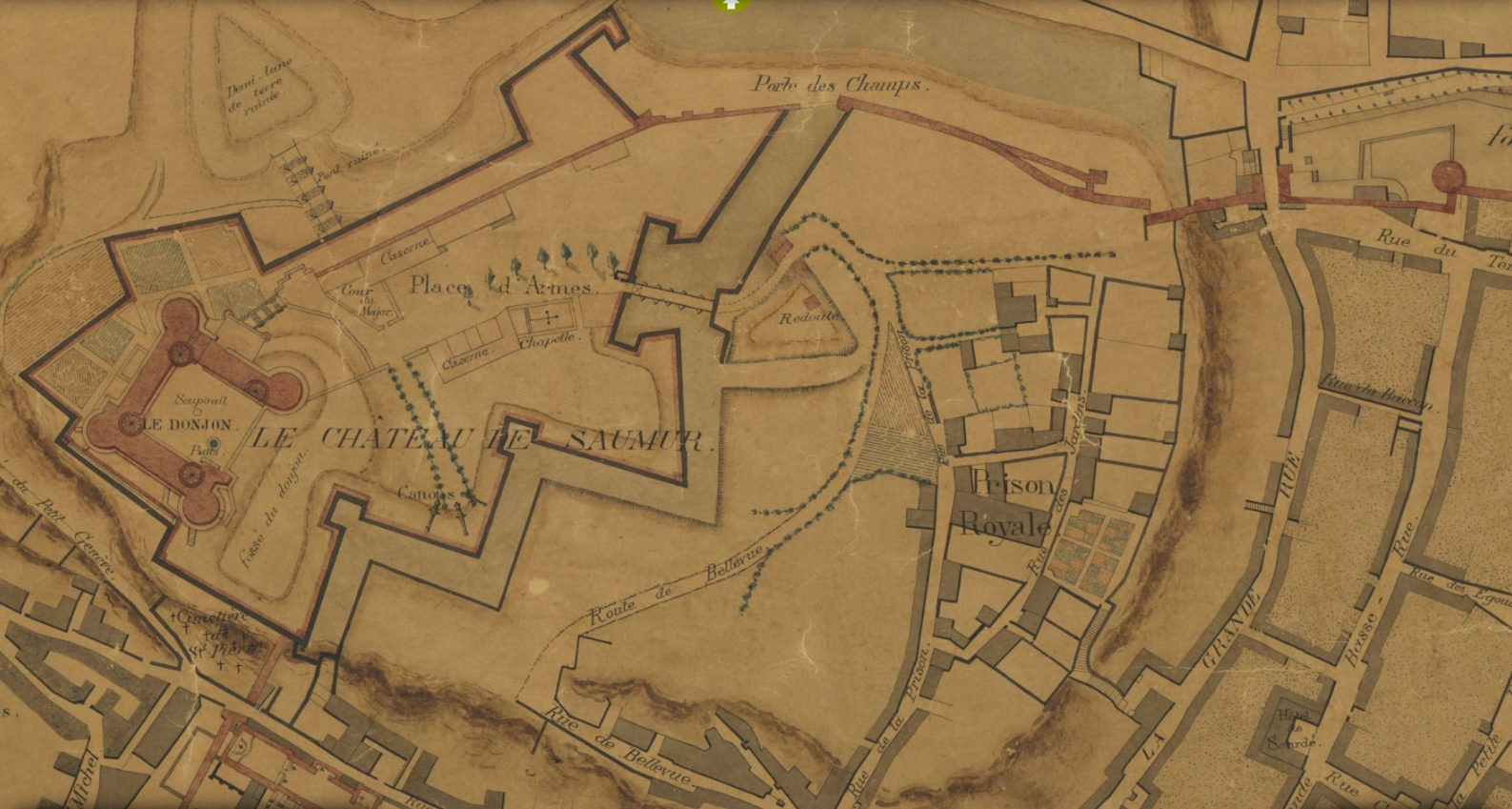
19世纪的索米尔城堡地图

“索米尔”一名的具体来源尚不清楚，可能与河流有关，其最初以的形式出现于公元10世纪。

## 历史
索米尔早期的历史尚未被考证，其建城史与索米尔城堡紧密相连。中世纪中期，布卢瓦伯爵在卢瓦尔河左岸修建了一处宅邸。公元1026年，安茹伯爵富尔克三世将索米尔收入囊中，此后索米尔城堡成为安茹王国的重要皇家宅院。1203年，腓力二世收复索米尔。英法百年战争期间，索米尔因地理位置重要而多次受到双方的争夺。15世纪时，安茹的勒内曾长居于索米尔城堡内。宗教战争时期，亨利四世曾短居于此，并将索米尔附近设为一个行政区，在其颁布《南特敕令》后，索米尔成为了新教文化中心，大批卡尔文主义的贵族聚集于此，其中一名叫的意大利建筑师将索米尔城堡翻新扩建，使其成为当地的标志性建筑。18世纪时，工程师让-巴斯蒂特·德沃列主持了索米尔城市规划，当地出现了大批青石板屋顶建筑，同时横跨卢瓦尔河的桥梁也得以建成。法国大革命后，索米尔成为曼恩-卢瓦尔省的一个副省会。拿破仑一世为平定旺代战争，在索米尔建立了一处大型军事种马场，后成为法国国立马术学校。此外拿破仑还将索米尔城堡改造成为一个监狱，但使用了几个月之后就被废弃，不过城堡始终有军队驻扎，直到1890年才被撤销，1906年转交给索米尔市政府管理。索米尔在19世纪中后期成为一个铁路枢纽，两条国家干线铁路和多条地方铁路在此交汇。第二次世界大战期间，索米尔在卢瓦尔河保卫战中失守，随后被纳粹德军占领，联军于1944年对驻扎索米尔的纳粹军团进行了猛烈的轰炸，使得索米尔市内多处建筑被毁，铁路线也被中断。二战后，索米尔逐渐成为重要的旅游城市。1973年，索米尔附近的四个市镇（巴涅、卢瓦尔河畔当皮埃尔、圣伊莱尔-圣弗洛朗和圣朗贝尔代勒韦）合并入索米尔的市镇范围。2000年，索米尔城堡作为卢瓦尔河谷的一部分被列入《世界文化遗产》。2006年，法国文化部授予索米尔艺术与历史之城的称号。

## 地理

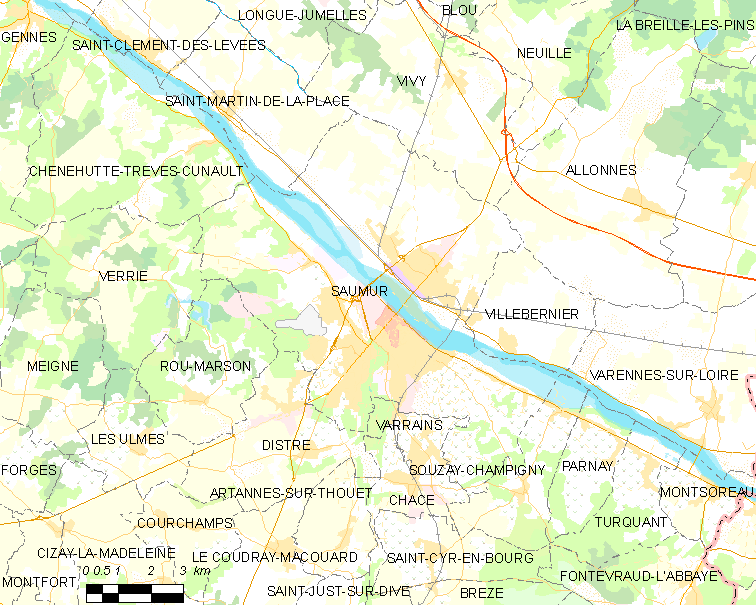
索米尔市镇范围地图

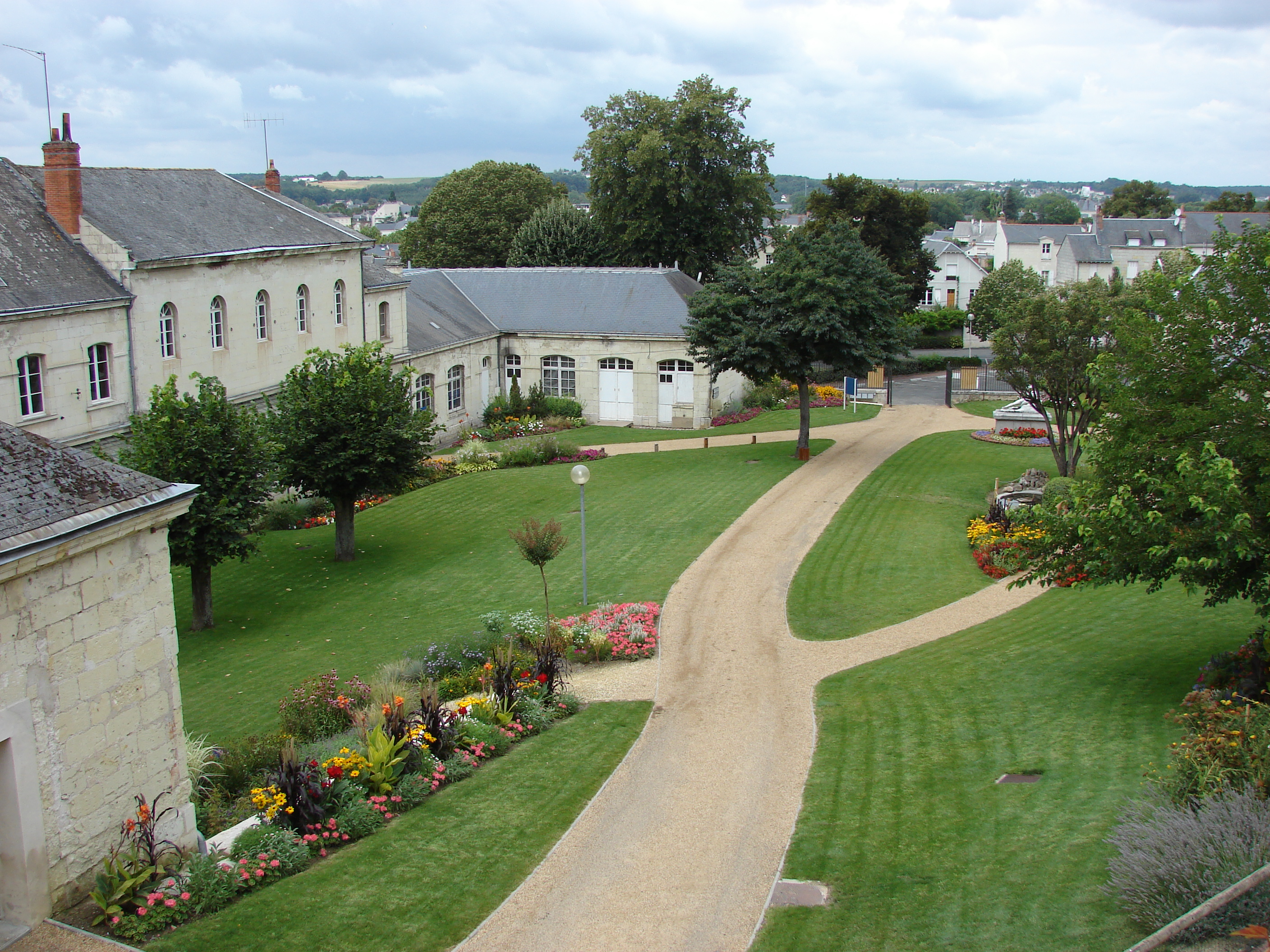
索米尔境内的一处花园

索米尔位于法国西部，卢瓦尔河地区大区东部和曼恩-卢瓦尔省东部，距离省会昂热大约56公里。与索米尔接壤的市镇包括：阿洛讷、迪斯特雷、鲁-马尔松、苏宰-尚皮尼、瓦兰、韦里、维勒贝尔尼耶、维维、贝勒维涅堡、热讷-瓦勒德卢瓦尔。

### 地形
索米尔位于卢瓦尔河谷之中，境内以平原和浅丘为主，地势自卢瓦尔河岸向两侧逐渐抬升，全境海拔在20到95米之间。

### 水文
卢瓦尔河干流自东向西流经境内，在索米尔境内流速缓慢，形成了多处河心岛，其中面积最大的米勒绍岛（Île Millecheau，又称“奥法尔岛”）是索米尔历史城区的组成部分，通过桥梁与两岸连接。卢瓦尔河左岸支流图埃河流经索米尔市区西部，并在市区北部与其交汇。

### 植被
索米尔属于温带落叶林区，市区内的主要绿地分布于坡地及河流两岸。

### 气候
索米尔在柯本气候分类法中属于温带海洋性气候。
索米尔境内设有气象站，以下为该气象站的数据（其中日照数据取自昂热）：
| 索米尔1981年－2019年 | 索米尔1981年－2019年 | 索米尔1981年－2019年 | 索米尔1981年－2019年 | 索米尔1981年－2019年 | 索米尔1981年－2019年 | 索米尔1981年－2019年 | 索米尔1981年－2019年 | 索米尔1981年－2019年 | 索米尔1981年－2019年 | 索米尔1981年－2019年 | 索米尔1981年－2019年 | 索米尔1981年－2019年 | 索米尔1981年－2019年 |
| 月份                 | 1月                  | 2月                  | 3月                  | 4月                  | 5月                  | 6月                  | 7月                  | 8月                  | 9月                  | 10月                 | 11月                 | 12月                 | 全年                 |
| -------------------- | -------------------- | -------------------- | -------------------- | -------------------- | -------------------- | -------------------- | -------------------- | -------------------- | -------------------- | -------------------- | -------------------- | -------------------- | -------------------- |
| 历史最高温 °C（°F）  | 17.2 (63.0)          | 21.2 (70.2)          | 26 (79)              | 30.8 (87.4)          | 34.2 (93.6)          | 38.5 (101.3)         | 38.5 (101.3)         | 39.5 (103.1)         | 35 (95)              | 31.2 (88.2)          | 23.8 (74.8)          | 18.6 (65.5)          | 39.5 (103.1)         |
| 平均高温 °C（°F）    | 8.4 (47.1)           | 9.8 (49.6)           | 13.6 (56.5)          | 16.5 (61.7)          | 20.5 (68.9)          | 24.1 (75.4)          | 26.5 (79.7)          | 26.4 (79.5)          | 22.9 (73.2)          | 17.8 (64.0)          | 12.1 (53.8)          | 8.7 (47.7)           | 17.3 (63.1)          |
| 日均气温 °C（°F）    | 5.5 (41.9)           | 6 (43)               | 9 (48)               | 11.3 (52.3)          | 15.1 (59.2)          | 18.4 (65.1)          | 20.5 (68.9)          | 20.3 (68.5)          | 17.2 (63.0)          | 13.5 (56.3)          | 8.6 (47.5)           | 5.8 (42.4)           | 12.6 (54.7)          |
| 平均低温 °C（°F）    | 2.5 (36.5)           | 2.3 (36.1)           | 4.3 (39.7)           | 6.2 (43.2)           | 9.8 (49.6)           | 12.7 (54.9)          | 14.5 (58.1)          | 14.2 (57.6)          | 11.5 (52.7)          | 9.1 (48.4)           | 5.1 (41.2)           | 2.8 (37.0)           | 7.9 (46.2)           |
| 历史最低温 °C（°F）  | −14.8 (5.4)          | −14.4 (6.1)          | −10.5 (13.1)         | −2.5 (27.5)          | −0.1 (31.8)          | 1.3 (34.3)           | 7.5 (45.5)           | 7 (45)               | 1.1 (34.0)           | −2.5 (27.5)          | −7.2 (19.0)          | −11 (12)             | −14.8 (5.4)          |
| 平均降水量 mm（）    | 55.9 (2.20)          | 45.7 (1.80)          | 44.2 (1.74)          | 52.5 (2.07)          | 53.4 (2.10)          | 35 (1.4)             | 48.6 (1.91)          | 35.5 (1.40)          | 49.3 (1.94)          | 66.6 (2.62)          | 62.8 (2.47)          | 64.7 (2.55)          | 614.2 (24.18)        |
| 月均日照時數         | 68.9                 | 92.8                 | 136.5                | 171.5                | 194.5                | 227.4                | 227.8                | 223.7                | 185.9                | 120.2                | 80.7                 | 68.8                 | 1,798.7              |
| 来源：infoclimat.fr  |                      |                      |                      |                      |                      |                      |                      |                      |                      |                      |                      |                      |                      |

## 行政区划
索米尔是法国卢瓦尔河地区大区曼恩-卢瓦尔省的一个市镇，编号为49328，它也是曼恩-卢瓦尔省的一个副省会。索米尔下辖索米尔区，管理索米尔县，同时也是索米尔城市圈公共社区的办公驻地。
法国国家统计与经济研究所（简称）在进行数据统计时，将索米尔及相邻的另外3个市镇设为索米尔城市核心区，并将包括核心区在内的周边共17个市镇划为索米尔城市区。同时，还将索米尔市镇分为了11个“块区”（IRIS），以便于统计人口分布情况。

## 交通

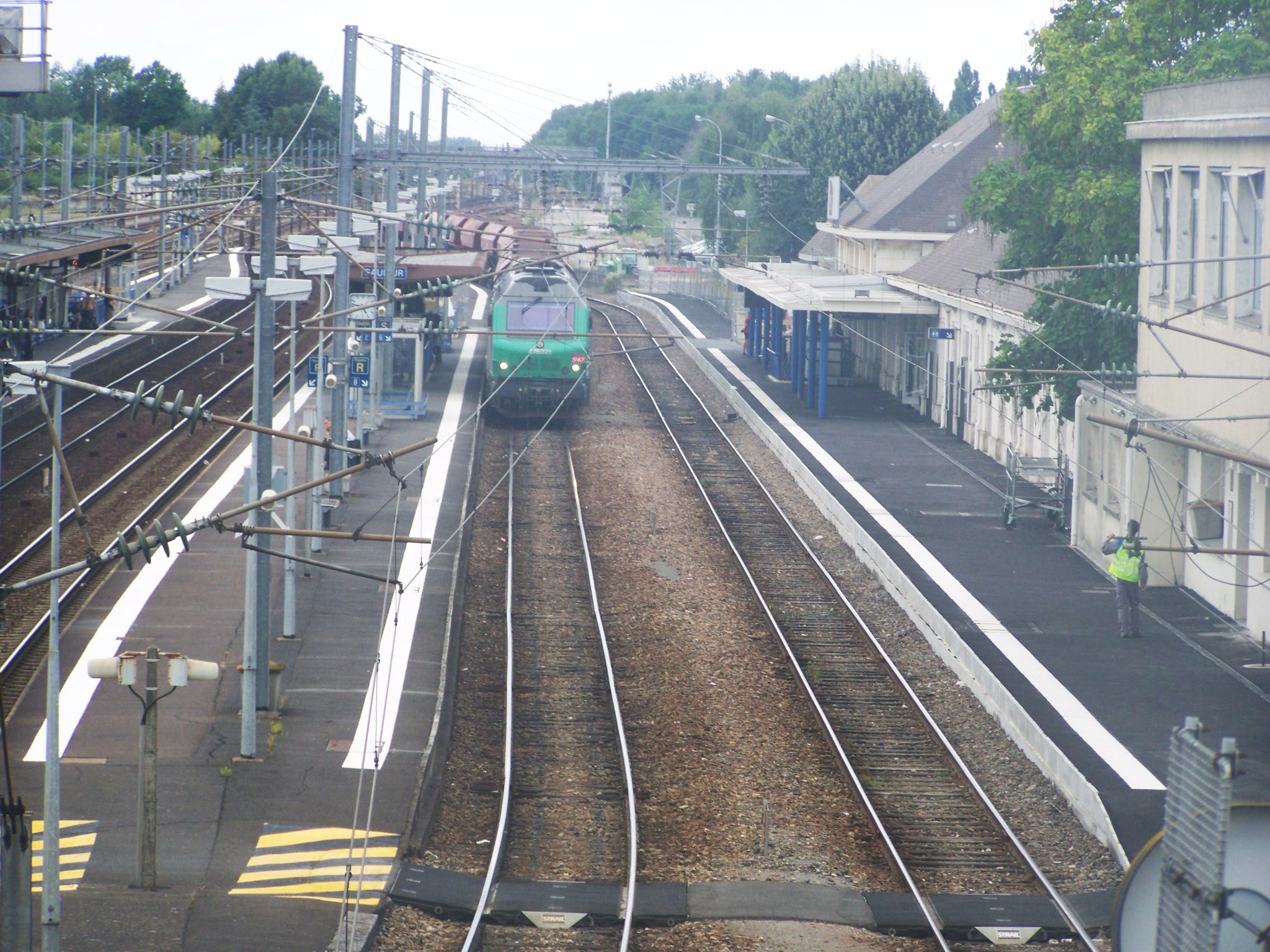
索米尔站的站台

### 公路
法国国家A85号高速公路经过索米尔北部，通过3号出口连接市区，此外多条曼恩-卢瓦尔省省道在索米尔境内交汇。卢瓦尔河地区大区公共交通开行由索米尔出发途径拉弗莱什前往勒芒的城际巴士，其下属的城际客运则提供巴士线路，可前往昂热、绍莱、安茹地区博福尔、努瓦扬乡以及沿途的大部分市镇。
2017年，66.4%的索米尔家庭拥有至少一辆的私人汽车。2018年，索米尔境内共发生各类交通事故44起，造成55人受伤。

### 铁路
索米尔位于图尔－圣纳泽尔铁路和沙特尔－波尔多铁路的交汇处，其中沙特尔－波尔多铁路索米尔以北的路段已关闭。
索米尔站，又称“索米尔右岸站”（gare de Saumur-Rive-Droite），位于市区北部，因地处卢瓦尔河右岸而得名，该站停靠往返于南特和里昂的城际列车、往返于奥尔良和勒克鲁瓦西克之间的卢瓦尔河号列车和前往永河畔拉罗什、图尔、昂热三个方向的区域列车，另有少量经济型城际列车和高速列车停靠。

### 航空
索米尔-圣弗洛朗飞行场位于市区西部，供当地的航空俱乐部使用。
距离索米尔最近的民用航空站为昂热机场，距离索米尔市中心的公路里程约50公里。

### 城市公共交通
索米尔城市公共交通（商业名称为）是当地的城市公共交通系统。截至2020年10月，该系统共包括7条市区线路和16条郊区线路，路网覆盖了索米尔市区内的主要街道和居民区。

## 政治

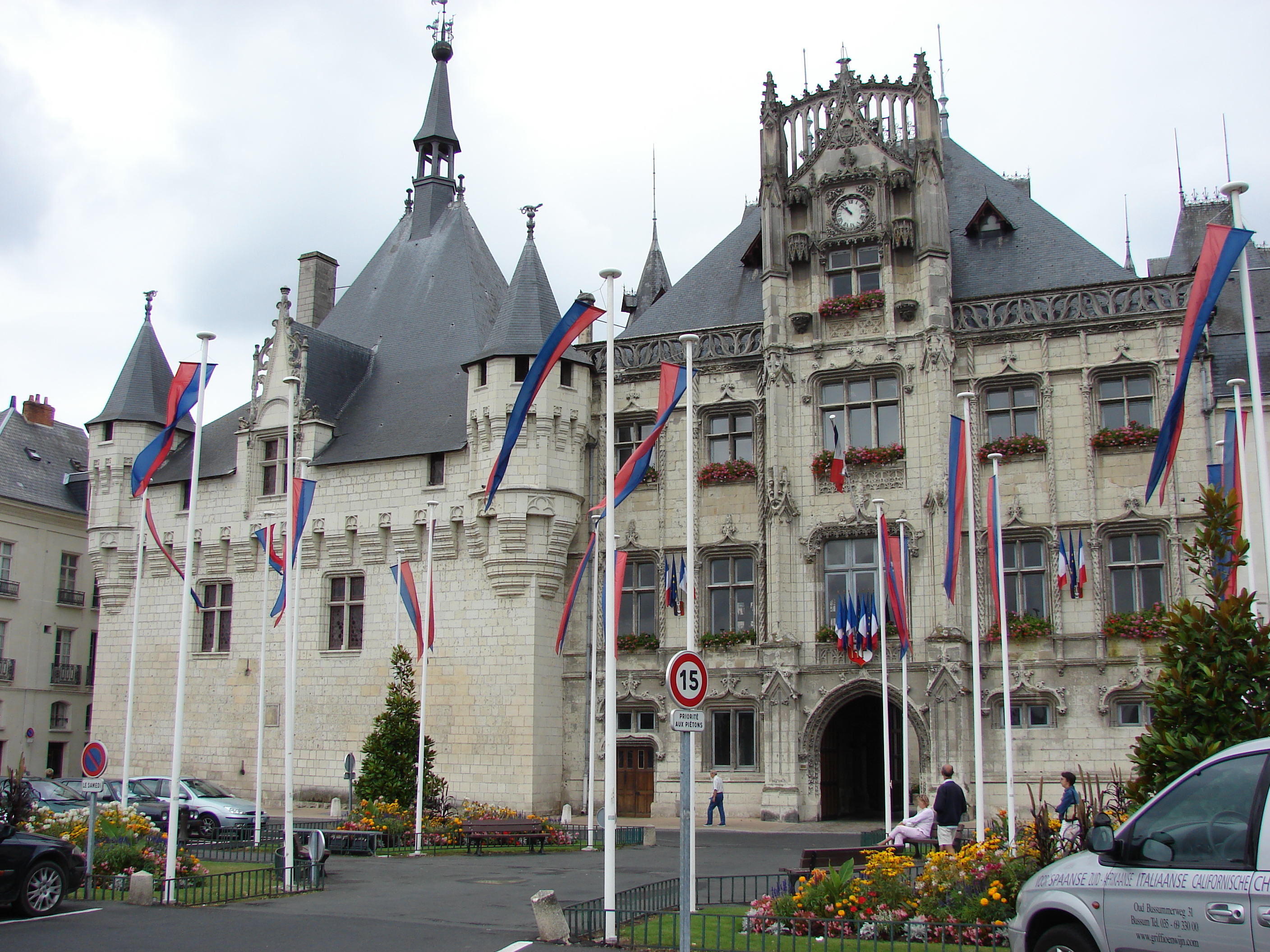
索米尔市政厅

索米尔的现任市长为雅基·古莱先生（Jackie Goulet），他是一名左翼无党派人士，在2020年的市政选举中获得了63.78%的支持率。
在2017年的法国总统大选中，法国第25任总统埃马纽埃尔·马克龙在索米尔获得了68.06%的支持率。
| 索米尔历届市长 |                     |                              |
| 任期           | 市长                | 党派                         |
| 1944年－1945年 | 罗贝尔·阿米         | 不详                         |
| 1945年－1953年 | 埃马纽埃尔·克莱尔丰 | 不详                         |
| 1953年－1954年 | 安德烈·科芒特里     | 不详                         |
| 1954年－1959年 | 费尔南·安吉博       | 不详                         |
| 1959年－1971年 | 吕西安·戈蒂埃       | 不详                         |
| 1971年－1983年 | 吕西安·梅埃尔       | UDF法国民主联盟              |
| 1983年－2001年 | 让-保罗·于戈        | RPR保衛共和聯盟              |
| 2001年－2008年 | 让-米歇尔·马尔尚    | Les Verts绿党 →PRG左派激進黨 |
| 2008年－2014年 | 米歇尔·阿普尚       | UMP人民运动联盟              |
| 2014年－2017年 | 让-米歇尔·马尔尚    | PRG左派激進黨                |
| 2017年－       | 雅基·古莱           | DVG左翼无党派人士            |

## 人口
2017年，索米尔市镇人口数量为26,734，在法国排名第321位。其中男性12,521人，女性14,213人，75岁及以上人口占12.3%，外籍人口数量为6,625人，人口密度为404人/平方公里，当地居民被称为（男性）或（女性）。2018年，索米尔境内出生253人，死亡人口340人。
| 索米尔1936－2017年人口变化情况 | 索米尔1936－2017年人口变化情况 | 索米尔1936－2017年人口变化情况 | 索米尔1936－2017年人口变化情况 | 索米尔1936－2017年人口变化情况 | 索米尔1936－2017年人口变化情况 | 索米尔1936－2017年人口变化情况 | 索米尔1936－2017年人口变化情况 | 索米尔1936－2017年人口变化情况 | 索米尔1936－2017年人口变化情况 | 索米尔1936－2017年人口变化情况 | 索米尔1936－2017年人口变化情况 | 索米尔1936－2017年人口变化情况 | 索米尔1936－2017年人口变化情况 |
| 来源：INSEE、Cassini           | 来源：INSEE、Cassini           | 来源：INSEE、Cassini           | 来源：INSEE、Cassini           | 来源：INSEE、Cassini           | 来源：INSEE、Cassini           | 来源：INSEE、Cassini           | 来源：INSEE、Cassini           | 来源：INSEE、Cassini           | 来源：INSEE、Cassini           | 来源：INSEE、Cassini           | 来源：INSEE、Cassini           | 来源：INSEE、Cassini           | 来源：INSEE、Cassini           |
| 原市镇                         | 1936                           | 1946                           | 1954                           | 1962                           | 1968                           | 1975                           | 1982                           | 1990                           | 1999                           | 2006                           | 2011                           | 2016                           | 2017                           |
| ------------------------------ | ------------------------------ | ------------------------------ | ------------------------------ | ------------------------------ | ------------------------------ | ------------------------------ | ------------------------------ | ------------------------------ | ------------------------------ | ------------------------------ | ------------------------------ | ------------------------------ | ------------------------------ |
| 索米尔                         | 17,158                         | 17,635                         | 18,169                         | 20,773                         | 21,551                         | 32,515                         | 32,149                         | 30,131                         | 29,857                         | 28,654                         | 27,093                         | 27,125                         | 26,734                         |
| 巴纽                           | 1,849                          | 2,066                          | 2,131                          | 2,756                          | 3,192                          | 32,515                         | 32,149                         | 30,131                         | 29,857                         | 28,654                         | 27,093                         | 27,125                         | 26,734                         |
| 卢瓦尔河畔当皮埃尔             | 413                            | 400                            | 460                            | 476                            | 457                            | 32,515                         | 32,149                         | 30,131                         | 29,857                         | 28,654                         | 27,093                         | 27,125                         | 26,734                         |
| 圣伊莱尔-圣弗洛朗              | 2,646                          | 2,777                          | 2,817                          | 3,143                          | 3,194                          | 32,515                         | 32,149                         | 30,131                         | 29,857                         | 28,654                         | 27,093                         | 27,125                         | 26,734                         |
| 圣朗贝尔代勒韦                 | 2,376                          | 2,505                          | 2,917                          | 3,228                          | 3,235                          | 32,515                         | 32,149                         | 30,131                         | 29,857                         | 28,654                         | 27,093                         | 27,125                         | 26,734                         |
| 总计                           | 24,442                         | 25,383                         | 26,494                         | 30,376                         | 31,629                         | 32,515                         | 32,149                         | 30,131                         | 29,857                         | 28,654                         | 27,093                         | 27,125                         | 26,734                         |

## 经济
索米尔是一个区域性的中心城市，当地共有各类用人单位3,905家，其中98.23%为中小型企业（PME），平均历史为17年，行政、医疗及社会服务是当地的主要就业岗位类型。

## 财政收入
2018年，索米尔的财政收入总额为35,525,500欧元，财政支出总额为29,968,400欧元，当年的债务总额为30,278,900欧元。
2014年，索米尔的人均收入总额为2,490欧元，其中高职人员为4,447欧元，普通职员为1,771欧元。
2017年，索米尔境内的青壮年（15至64岁）失业率为19.3%，当地36.3%的家庭拥有纳税资格。

## 社会事务

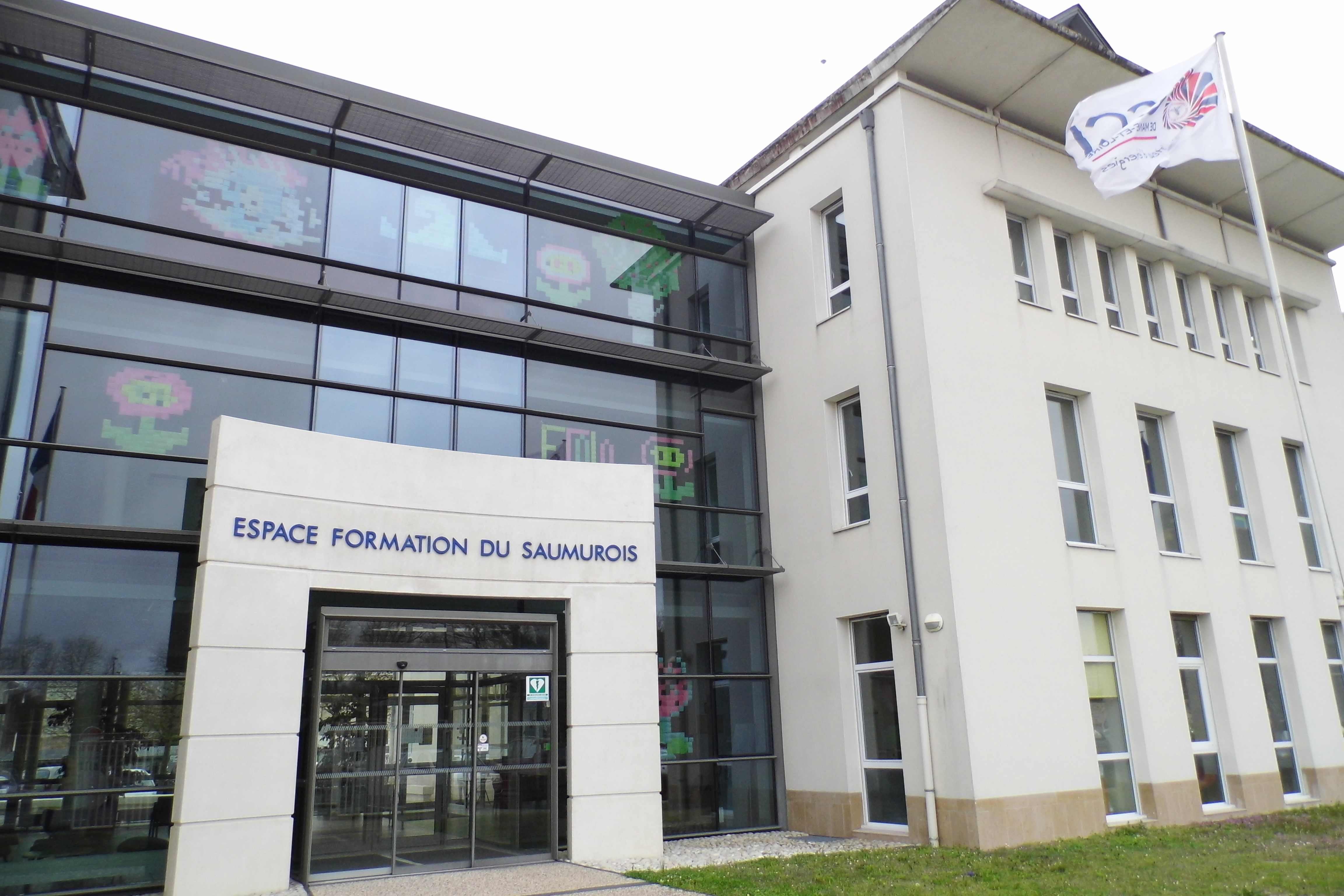
索米尔职业培训中心

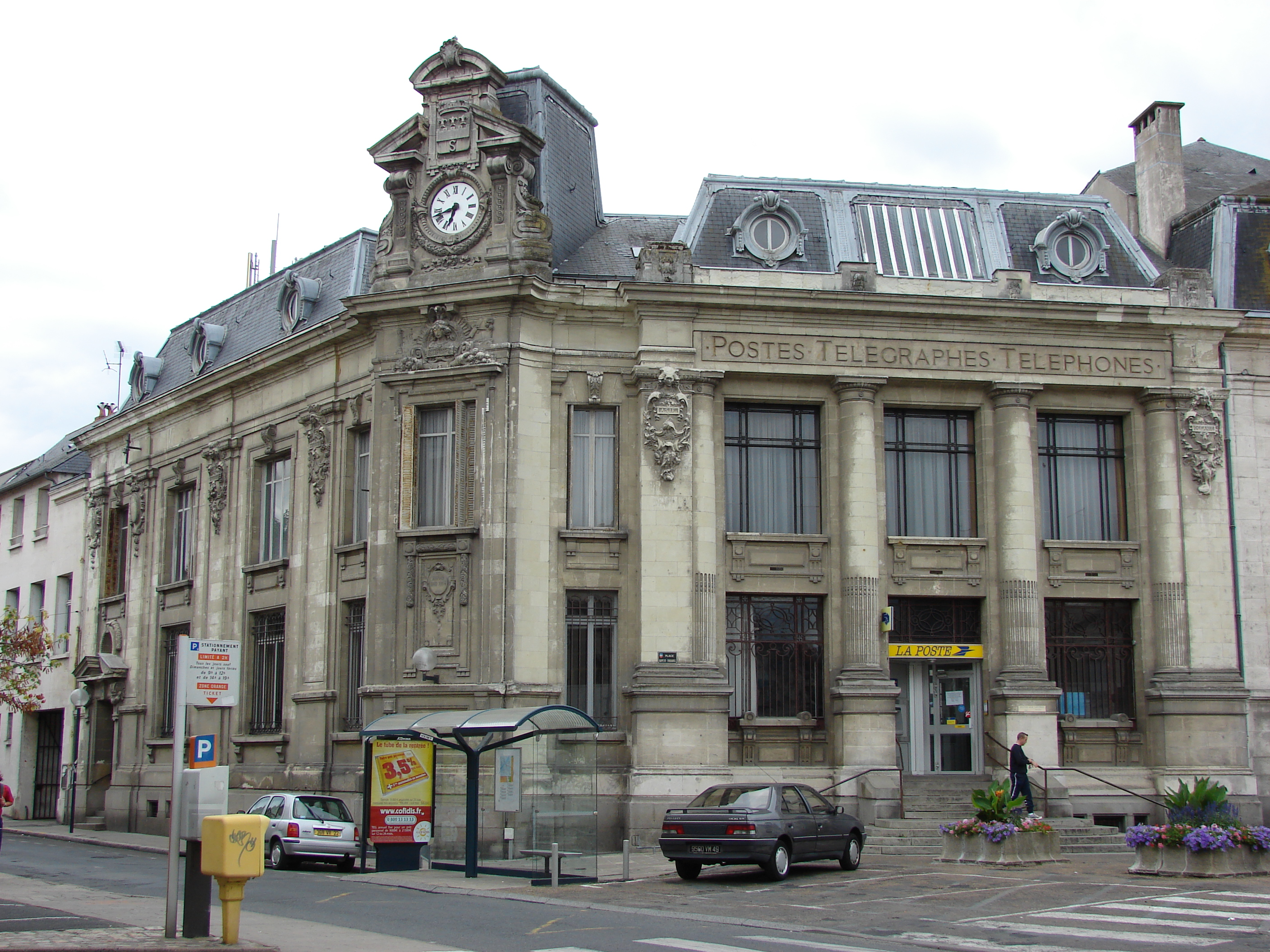
索米尔邮政局

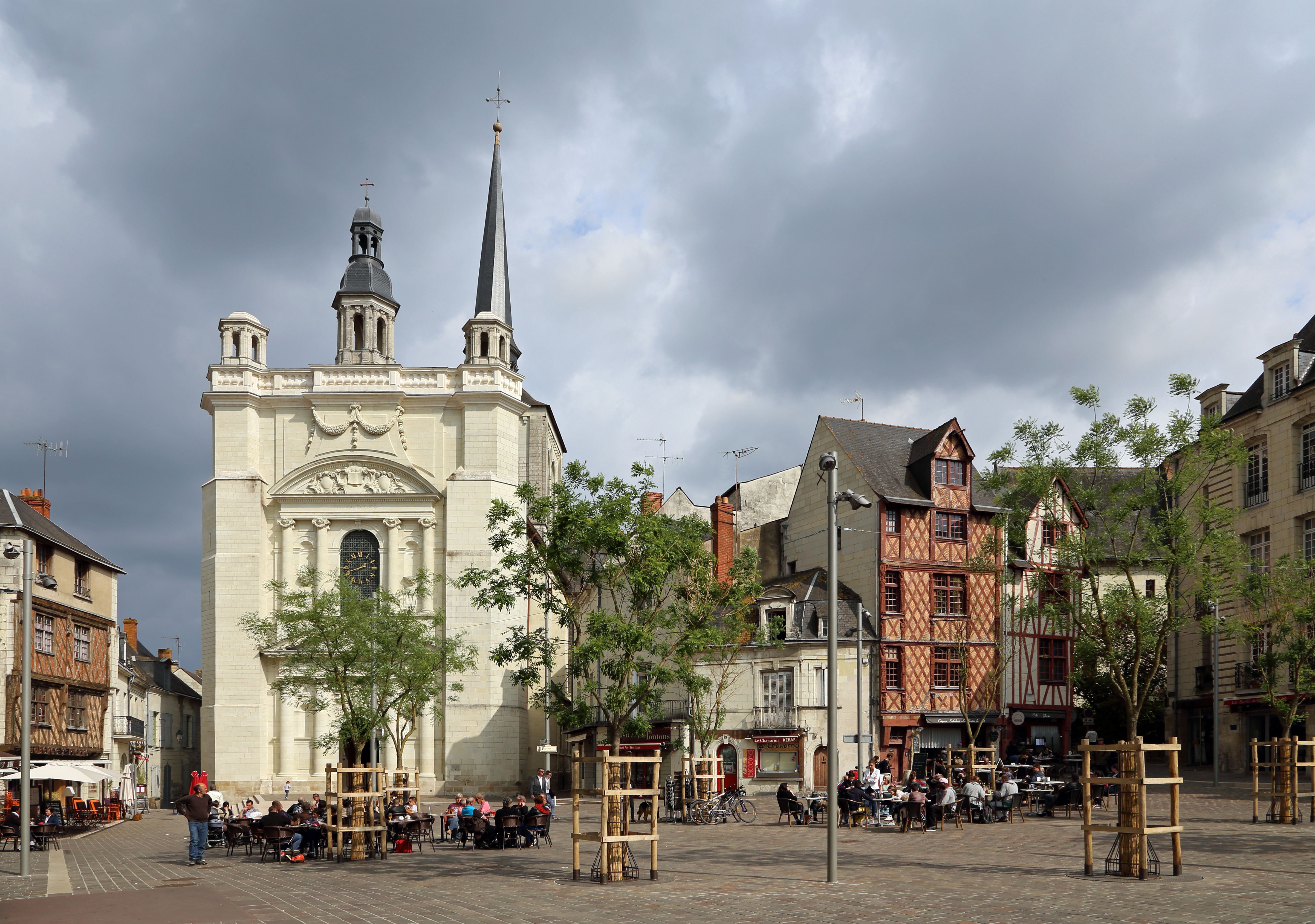
圣皮埃尔广场

### 教育
索米尔属于南特学区。截止2019年1月1日，索米尔境内共有4所幼儿园、17所小学、7所初级中学、4所普通高中和3所职业高中。2018至2019学年度，索米尔境内共有在校中小学生5,495名。
在高等教育方面，昂热大学在索米尔设有一个校区，其文化遗产保护、旅游、酒店管理学等的部分专业的课程在此授课。

### 医疗
截止2019年1月1日，索米尔境内共有全科医生32名、保健师32名、牙医24名、护士40名、耳科医生3名、眼科医生5名、助产士4名、儿科医生1名和妇科医生1名。境内共有药房15家、养老院7家、残疾人帮扶中心6家。
索米尔中心医院（Centre Hospitalier de Saumur）是法国的一个区域性医疗机构，其主病区位于索米尔市区，设有床位452个，是当地规模最大的公立综合性医院。

### 住房
2017年，索米尔境内共有各类住房15,878套，其中84.1%为常住房屋。集中式居民区主要分布在市区南部。

### 商业
2018年，索米尔境内共有各类商铺1,832家，其中餐饮服务类699家。市区北部建有大型开放式商业街区。

### 体育
2019年，索米尔境内共有2家游泳池、12间健身房、7座综合体育场、17处网球场、6处马术场、9处足球或橄榄球场、7处篮球或排球场以及1处高尔夫球场。
索米尔奥林匹克足球俱乐部是当地的一支足球队，成立于2000年，2020至2021赛季参加法國全國丙組聯賽（法戊），其主场图埃河畔球场（Stade des Rives du Thouet）可同时容纳超过2,500名观众，是当地规模最大的体育设施。

### 环境
索米尔的环境事务由其所属的公共社区负责。2018年，索米尔境内共有3家污染企业。

### 治安
2014年，索米尔及附近地区共发生各类案件1,932起，其中盗窃类案件1,320起，经济类案件205起，毒品交易类案件67起。

## 文化
2019年，索米尔境内共有1家电影院和1家博物馆。索米尔市政府提供多媒体中心，向公众全年开放。

### 建筑
索米尔境内有多处法国国家文物保护单位，索米尔城堡是该市的地标性建筑，也是卢瓦尔河谷城堡群的组成部分。此外索米尔圣弗洛朗修道院、索米尔楠蒂伊圣母教堂、法国国立马术学校教学楼等也是当地的重要建筑物。

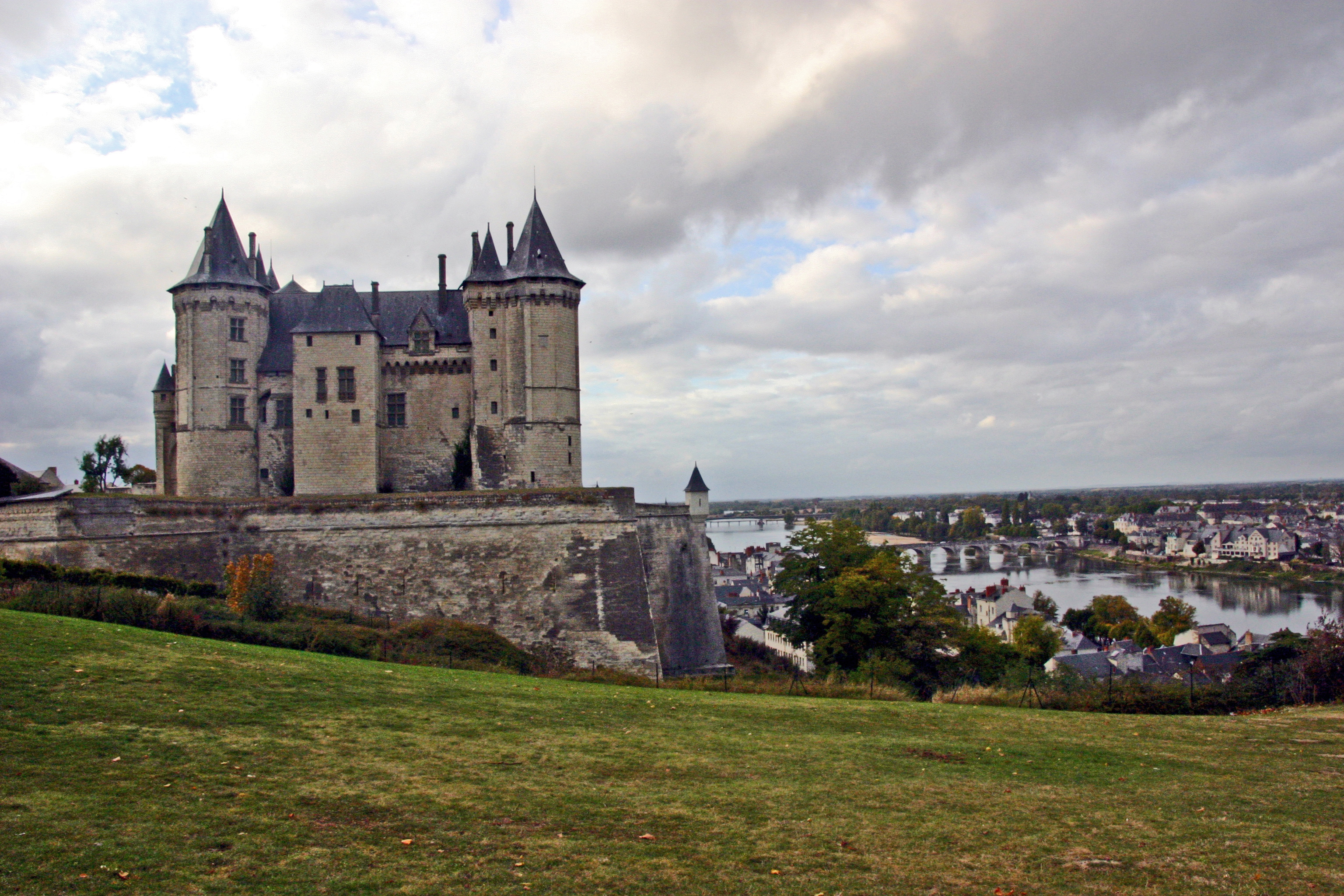
远眺索米尔城堡
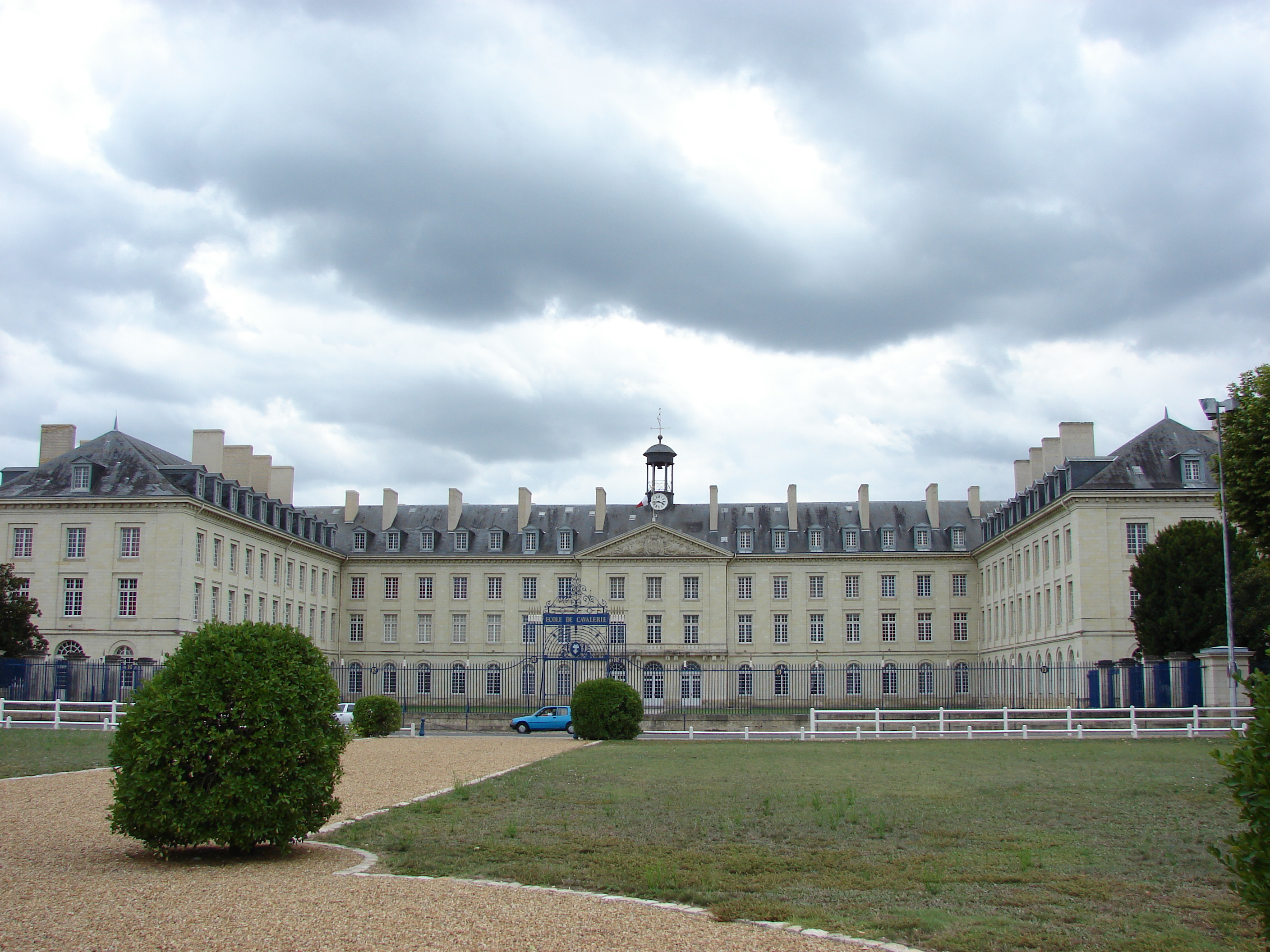
马术学校
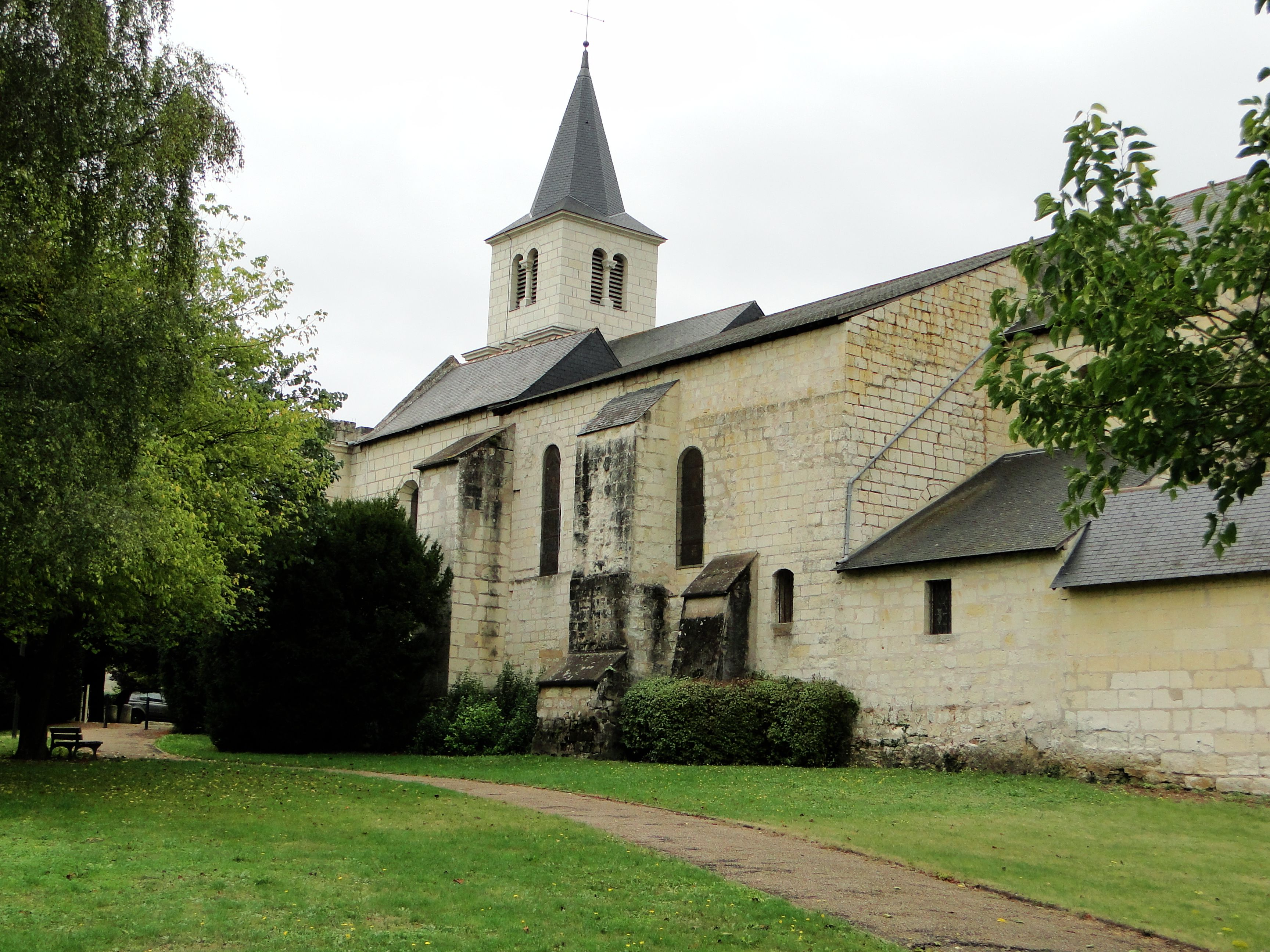
圣弗洛朗修道院（法语：Abbaye Saint-Florent de Saumur）
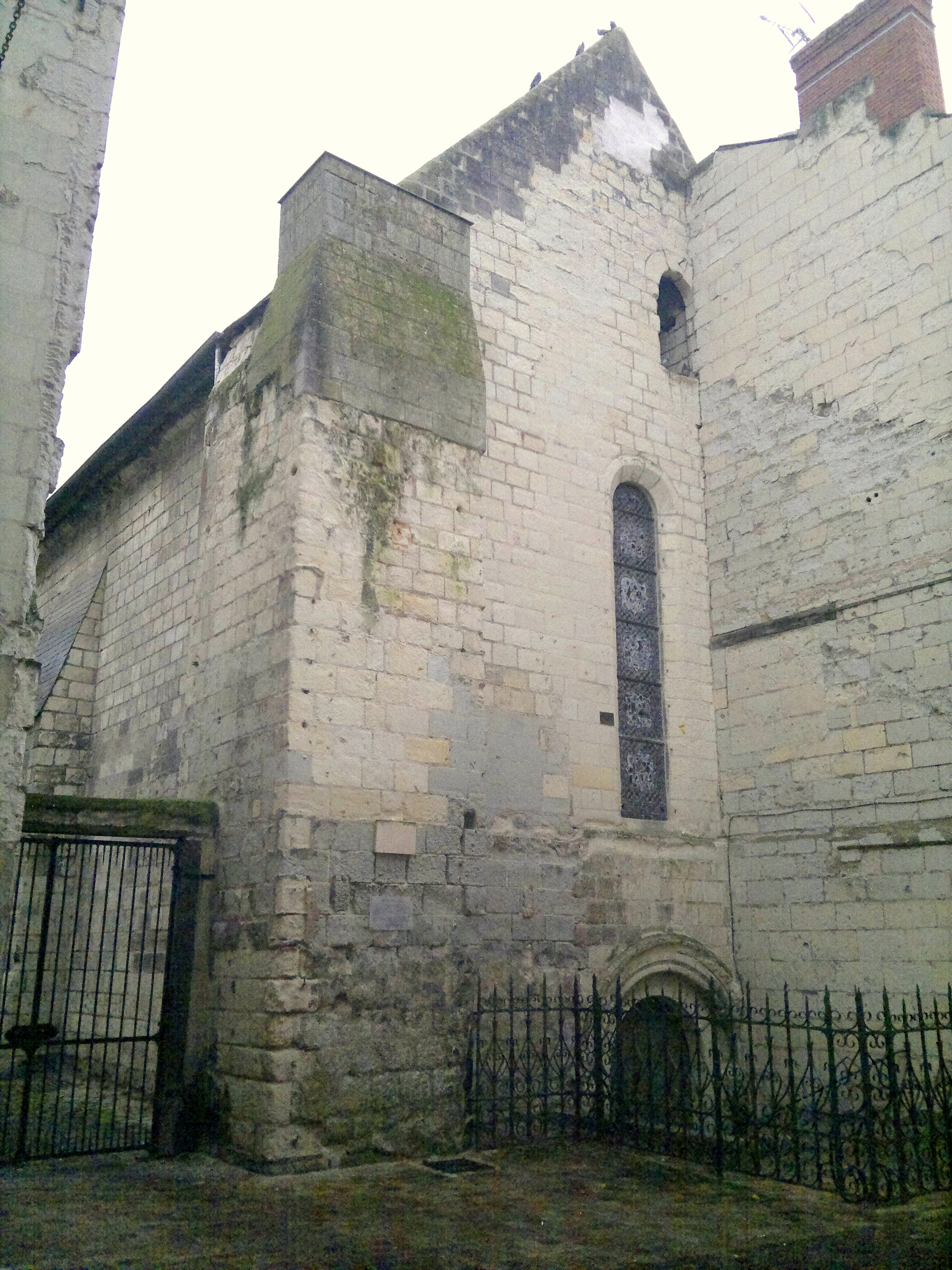
圣若望小教堂
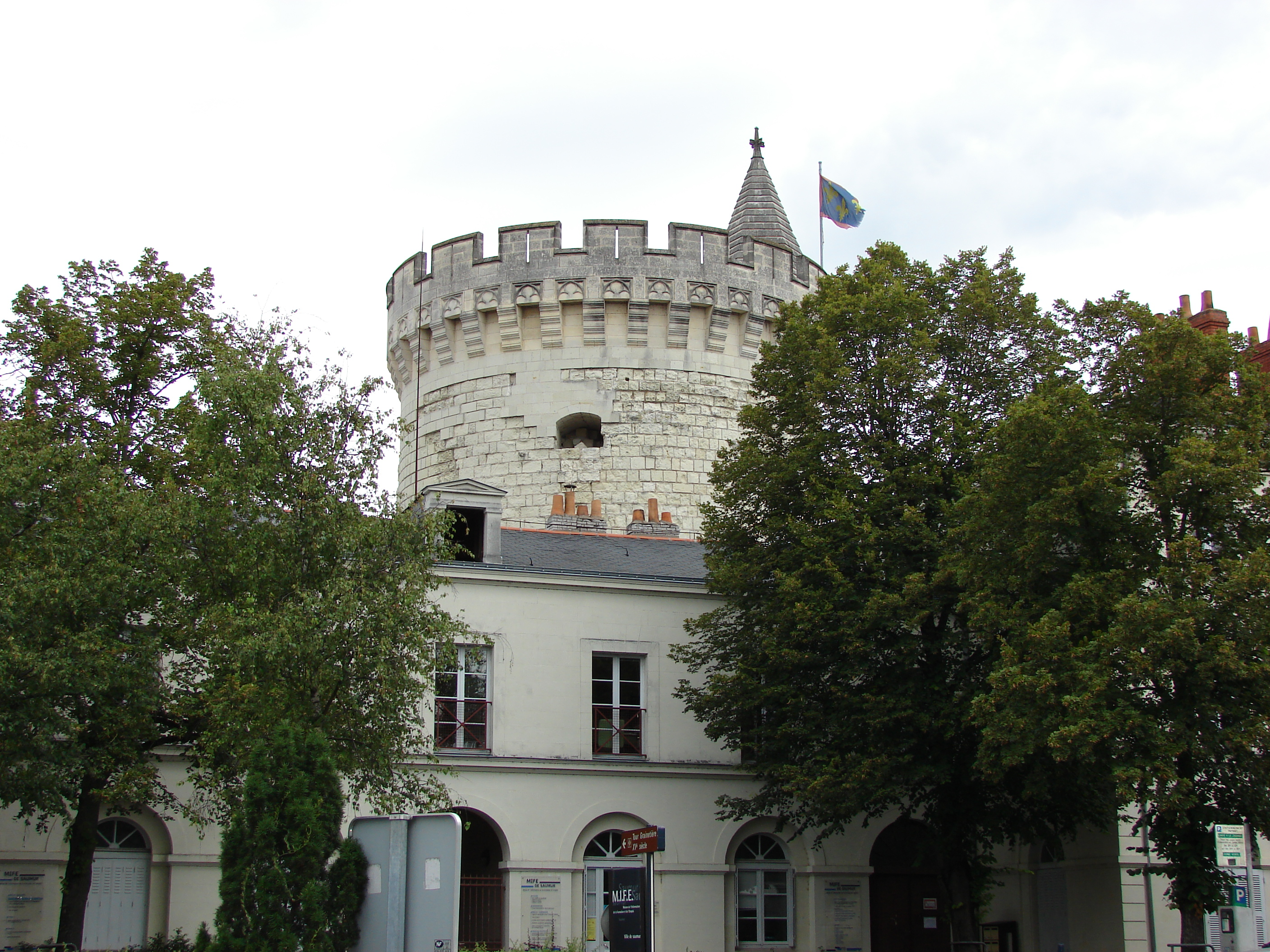
格雷讷蒂耶尔塔
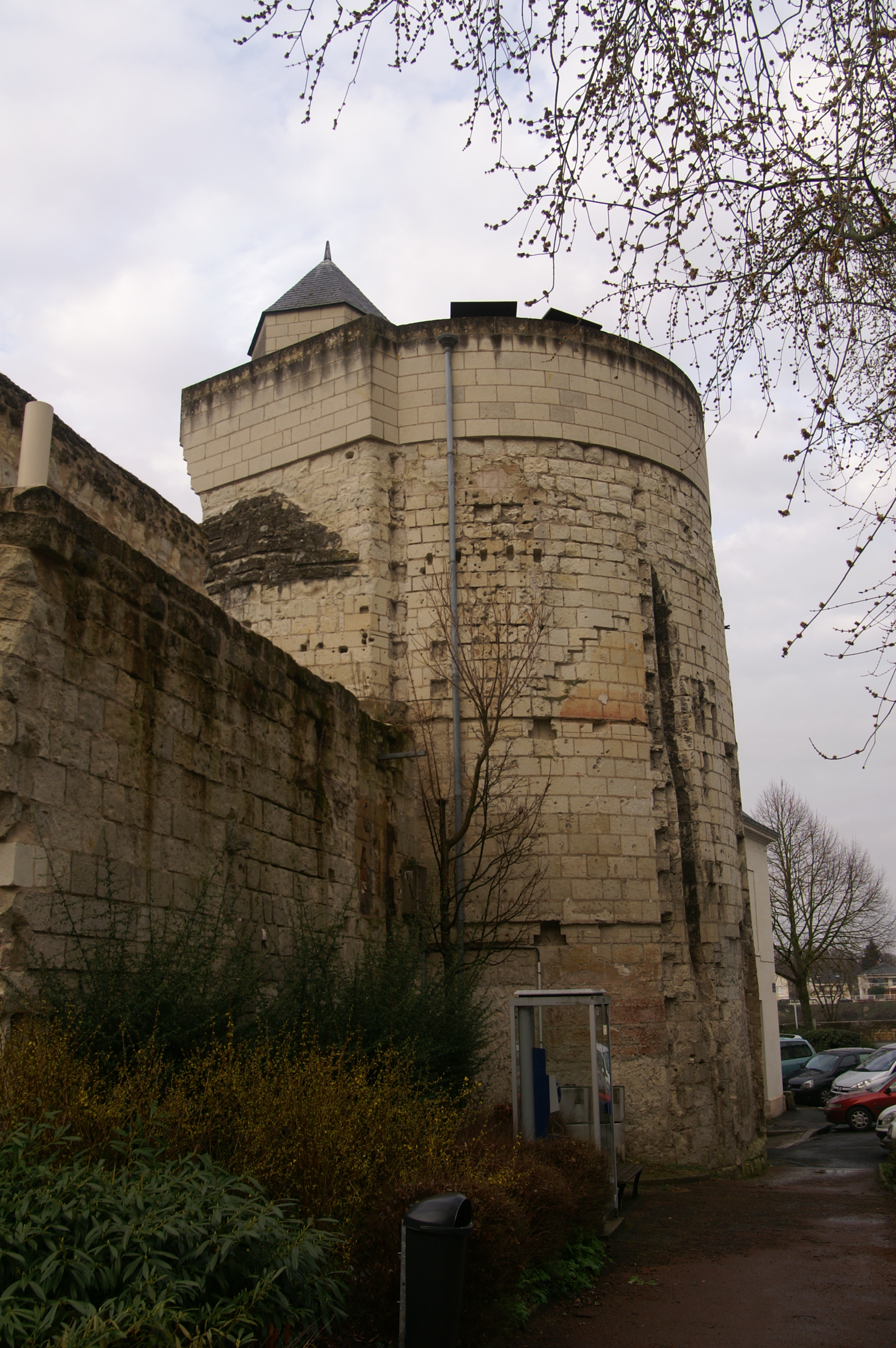
帕普戈塔

### 旅游
索米尔的旅游事务由其所属的公共社区负责。2020年，索米尔境内共有19家宾馆共计580间房间，另有2个露营地，可容纳共409辆露营车。

### 媒体
法国主要的媒体均可在索米尔接收，法国电视三台下属的卢瓦尔河地区大区频道在部分时段播出索米尔所属区域的地方新闻。

## 相关人物
法国时装设计师可可·香奈尔、历史学家皮埃尔·古贝尔、桥梁工程师保罗·博丹、女演员芬妮·亞當和导演伊夫·罗贝尔出生于索米尔。

## 友好城市
截至2020年10月，索米尔共与五座城市互为友好城市关系：
- 德国 费尔登
- 德国 哈弗尔贝格
- 羅馬尼亞 魯謝楚鄉
- 美国 阿什维尔
- 英格兰 華威